# Aljona Schwez

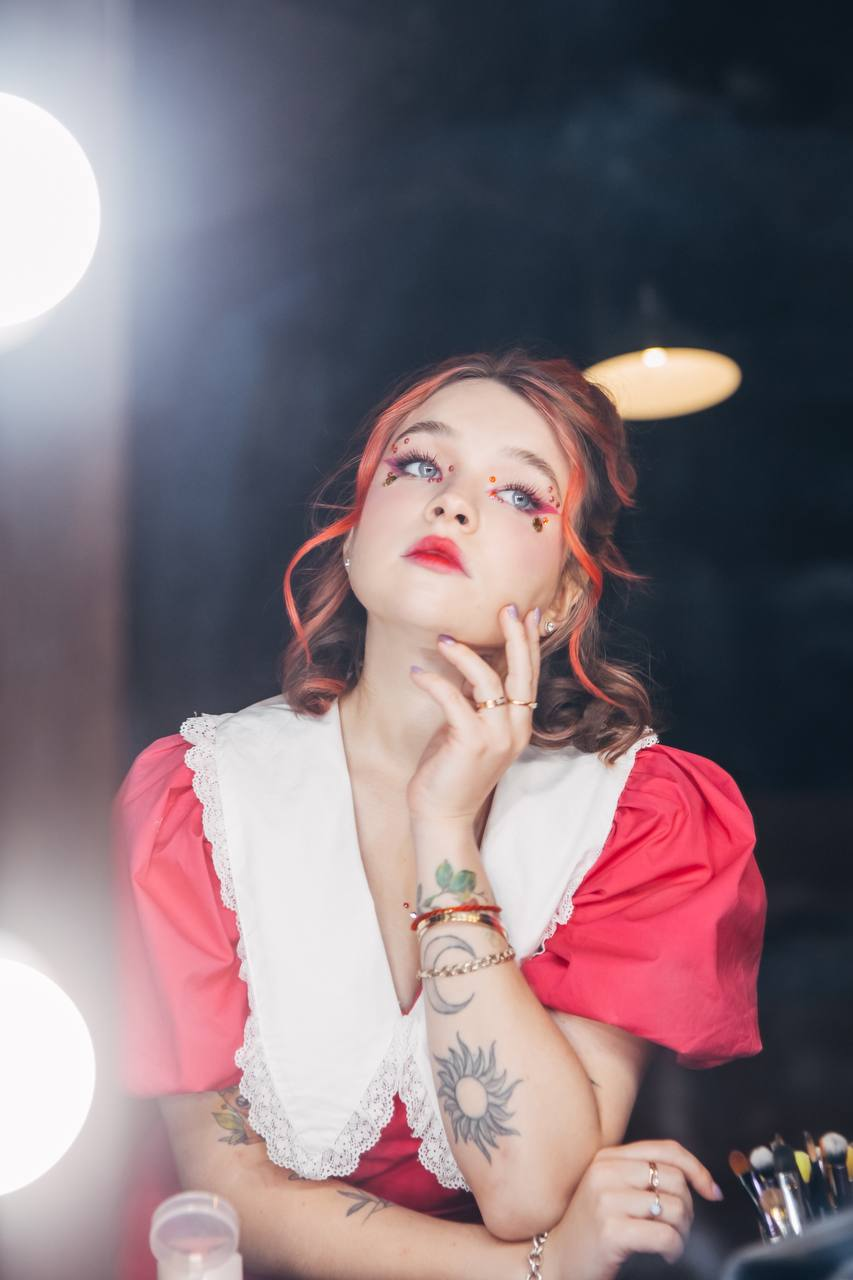
Aljona Schwez (2022)

Aljona Schwez (russisch Алёна Швец, bürgerlich Aljona Sergejewna Schwezowa, russisch Алёна Сергеевна Швецова, * 12. März 2001 in Slatoust) ist eine russische Singer-Songwriterin und Gitarristin.

## Biografie
Im Alter von drei Jahren schickten ihre Eltern sie auf eine Musikschule. Sie begann mit 14 Lieder über den jugendlichen Alltag zu schreiben, als sie laut eigener Aussage innerhalb von zwei Wochen online Gitarre spielen lernte und trat in Tscheljabinsk als Straßenkünstlerin auf. Aktuell wohnt sie in Sankt Petersburg. Ihre ersten selbst komponierten Lieder veröffentlichte sie 2017 auf vk.com, wo sie innerhalb eines Jahres 120.000 Abonnenten erreichte.
Im November 2018 hatte sie ihren Durchbruch mit dem Studioalbum Pochoronite menja sa sozium (= Begrabe mich für die Gesellschaft). 2019 waren die Eintrittskarten ihrer Konzerte in Moskau und Sankt Petersburg innerhalb weniger Tage ausverkauft und sie trat in Iwan Urgants Sendung Wetschernij Urgant auf. Ihr im August 2020 veröffentlichtes Album Korolewa otstoja (= Königin des Schlamms) war auf Platz 4 der Apple Music Charts. Am 15. Juni 2021 trat sie auf einem Konzert auf der Truchaniw-Insel in Kiew auf. Im Juli 2021, zum Jubiläum von Spotify in Russland, gab die Streaming-Plattform bekannt, dass Schwezowa die beliebteste lokale Solokünstlerin des Jahres geworden sei.  Im Dezember 2021 erschien auf dem Times Square in New York City im Zuge einer Kampagne von Spotify zur Unterstützung von Frauen in der Musik ein Banner mit dem Bild von Schwezowa. Am 1. Juli 2022 trat sie auf einem Konzert im Gorki-Park auf.
2021 war Schwezowa unter den 10 meistgestreamten Künstlerinnen auf Spotify in Russland und sie stand in der Platzierung höher als Billie Eilish, Ariana Grande und Lana Del Rey. Schwezowas Account auf TikTok hat 4,6 Millionen Abonnenten, was sie zu einer der erfolgreichsten russischen TikTokerinnen macht. Auf Instagram hat sie 1,2 Millionen Abonnenten. 2022 wurde sie von Forbes für eine Liste von 30 unter Dreißigjährigen in der Kategorie „Neue Medien“ nominiert. Ihre Lieder wurden auf YouTube zusammen über 400 Millionen Mal aufgerufen.

## Stil und Rezeption
Schwezowas Musik wird dem Alternative-Genre, Pop-Rock, Grunge und der Country-Musik zugerechnet. Ihre Liedtexte handeln von Verliebtheit, Unlust bei der Integration ins Erwachsenenleben, Sexismus, der Verletzung der Rechte der LGBT-Gemeinde und häuslicher Gewalt.
Im November 2021 forderte der Roskomnadsor die Staatsanwaltschaft auf, Schwezowas Lieder und ihren YouTube-Kanal auf Selbstmordaufrufe zu überprüfen. Die Inspektion wurde von der Ombudsfrau für Kinder in der Oblast Saratow, Tatjana Sagorodnjaja, initiiert. Sie kontaktierte den Roskomnadsor, nachdem auf der vk.com-Seite eines 11-jährigen Mädchens, das aus dem Fenster eines Hochhauses in Saratow gefallen war und überlebt hat, Lieder von Schwezowa gefunden wurden. Laut der Online-Publikation Znak.com sah Sagorodnjaja in dem Lied Dwe dewotschki (= Zwei Mädchen) einen Aufruf zum Selbstmord und „schwule Propaganda“. Die Polizei weigerte sich, ein Strafverfahren einzuleiten. „Es wurde festgestellt, dass dieses Lied von der Freundschaft zweier unbekannter Frauen erzählt. Der Text des Liedes enthält keine Erzählung über den Geschlechtsverkehr mit irgendjemandem; der Text enthält keine Aufrufe zur gleichgeschlechtlichen Liebe“, hieß es in der Mitteilung. Im Januar 2022 beschloss das Bezirksgericht in Saratow, den Zugang zu dem Video in Russland zu sperren, da es darin „Propaganda homosexueller Beziehungen“ sehe. Der Pressedienst des Gerichts teilte mit, dass die Entscheidung rechtskräftig geworden sei.
Im Juni 2023 forderte Jekaterina Misulina, die Direktorin der parastaatlichen Organisation Liga besopasnogo interneta (= Liga für sicheres Internet) und Mitglied der OP RF, die Generalstaatsanwaltschaft auf, Schwezowa wegen der Verbreitung von „LGBT-Propaganda“ unter Minderjährigen zu überprüfen. Vertreter der Organisation sahen in den Texten mehrerer ihrer Lieder eine „Romantisierung und Popularisierung gleichgeschlechtlicher Beziehungen“. Schwezowas Vertreter stellten fest, dass die von Misulina genannten Lieder vor langer Zeit veröffentlicht wurden und keine kontroversen Interpretationen hervorriefen. Gleichzeitig betonen die Vertreter der Sängerin, dass ihre Lieder keine Ideale, Orientierungen oder Lebensanschauungen fördern, sondern „traditionelle Werterichtlinien für Liebe, Freundschaft und Schönheitssinn“ setzen.

## Diskografie

### Studio-Alben
- 2018: Kogda sazwetjot siren
- 2018: Wpiska na balkone
- 2018: Pochoronite menja sa sozium
- 2019: Prowoloka is oduwantschikow
- 2020: Korolewa otstoja
- 2021: Melkaja s gitaroi
- 2022: Jad
- 2022: Protiwojadije
- 2023: Mylnyje pusyri

### EPs
- 2018: Вписка на балконе
- 2021: мелкая с гитарой
- 2021: Вредина

### Singles (Auswahl)
| - 2018: ///голосовые сообщения//// - 2018: Мою первую любовь звали ненависть - 2018: Нелюбовь - 2018: Соперница - 2018: Мальчик Из Питера - 2019: Портвейн - 2019: Ведьм у нас сжигают - 2019: Олимпос - 2019: Расстрел - 2019: Глаза с разводами бензина - 2019: Тамагочи (mit Maybe Baby) | - 2019: Лучшие подружки - 2020: Вино и сигареты - 2020: молодая красивая дрянь - 2020: первое свидание - 2020: Машина для убийств - 2020: Cкейтер - 2020: Молоко - 2020: Мемы - 2020: Комплексы - 2021: Вредина |